# MS-CHAP
MS-CHAP est la version Microsoft du protocole CHAP (Challenge-Handshake Authentication Protocol).
Ce protocole existe en deux versions :
- MS-CHAPv1, défini par la RFC 2433, et
- MS-CHAPv2, défini par la RFC 2759.

MS-CHAPv2 a été introduit dans le système d'exploitation Microsoft Windows 2000. La prise en charge de MS-CHAPv1 a été retirée sous Microsoft Windows Vista.